# МКС-26
МКС 26 — двадцять шостий довготривалий екіпаж  Міжнародної космічної станції, складався з шести осіб. Робота екіпажу почалася 26 листопада 2010 року в 4:46 UTC після відстиковки корабля «Союз ТМА-19» від станції, закінчення експедиції відбулося 16 березня 2011 після відстиковки «Союзу ТМА-01М».

## Екіпаж[2]
| Посада        | листопад 2010 року        | з грудня 2010 по березень 2011 року |
| ------------- | ------------------------- | ----------------------------------- |
| Командир      | Скотт Келлі (3), НАСА     | Скотт Келлі (3), НАСА               |
| бортінженер 1 | Олександр Калері (5), РКА | Олександр Калері (5), РКА           |
| бортінженер 2 | Олег Скрипочка (1), РКА   | Олег Скрипочка (1), РКА             |
| бортінженер 3 |                           | Дмитро Кондратьєв (1), РКА          |
| бортінженер 4 |                           | Катерина Коулман (3), НАСА          |
| бортінженер 5 |                           | Паоло Несполі (2), (ЄКА)            |

## Завдання екіпажу
Крім виконання програми науково-прикладних досліджень і експериментів екіпаж очікує робота з обслуговування стиковки кораблів ATV «Йоганн Кеплер», Прогрес М-09М і HTV 2, а також участь у проведенні льотно-конструкторських випробувань модуля «Рассвет» і вихід у відкритий космос на російському сегменті .